# Mindent látó szem

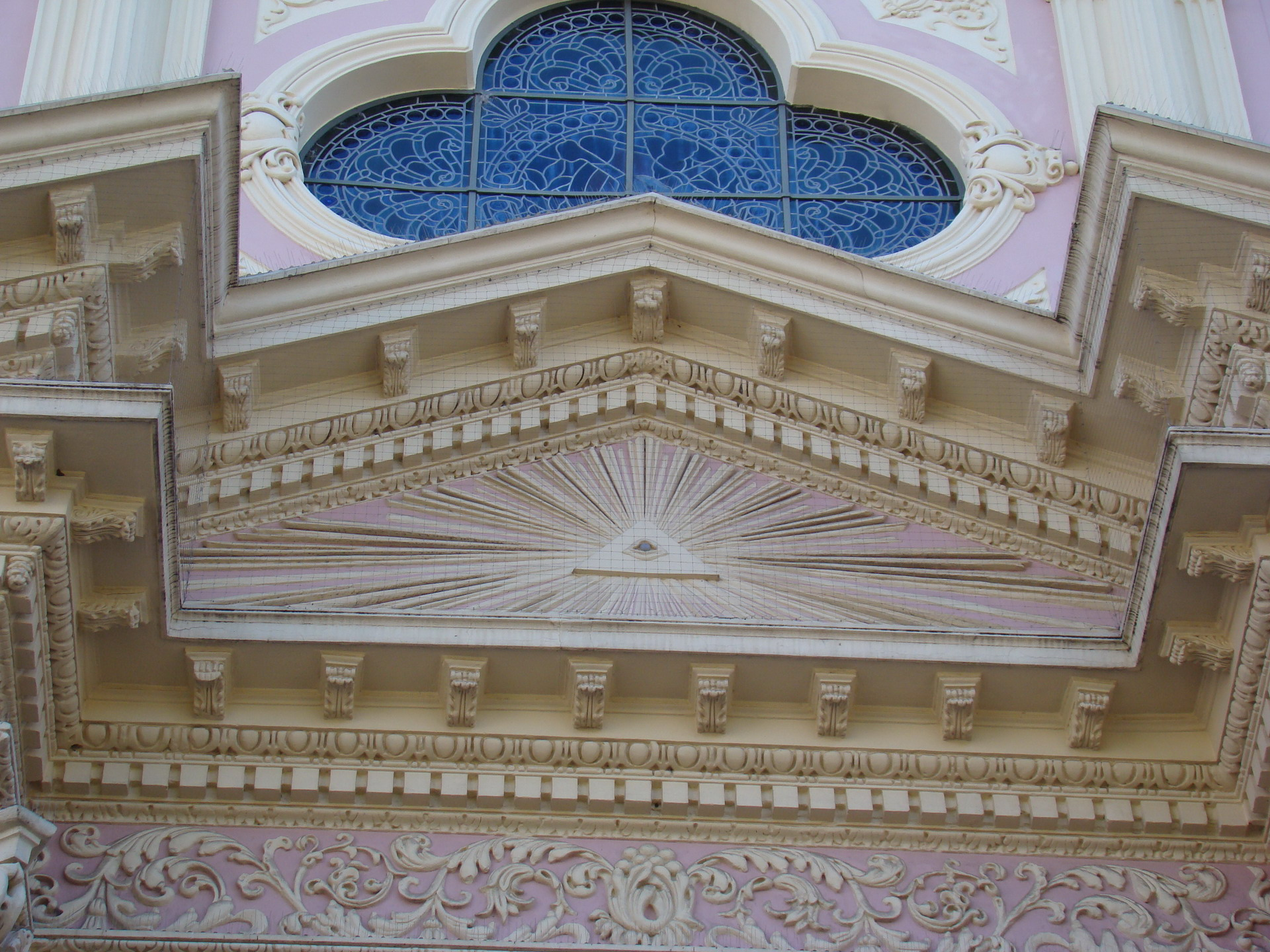
Mindent látó szem egy épület homlokzati díszeként

A mindent látó szem, más néven a Gondviselés szeme, az előrelátás szeme vagy Isten szeme, egy olyan szimbólum, amelyben egy szem látható, körülötte fénysugarak vagy glória, és általában háromszög öleli körül. Egyes kultúrákban Isten szemének jelképeként jelenik meg, ahogy őrködik az emberiség felett.

## Vallásos használata
A mindent látó szem megformálása az óegyiptomi mitológiára és Hórusz szemére vezethető vissza. A jelkép a buddhizmusban is megjelenik, ahol a buddhista írásokban (mint pl. a Mahaparinibbana szuttában) Buddhát mint a Világ szemét jelenítik meg.
Névváltozatok: háromszögű táblán egy nyitott szem (a gondviselés jelvénye) (Nagy VI. 130.), az isteni gondviselés jele terjeszti szét sugarait (Nagy VIII. 227.)

en: all-seeing eye, eye of providence, de: Gottesauge

Rövidítések:

A Bibliában a kerubok szárnyán, az apokalipszis fenevadainak testén és az Úr trónusát mozgató kerekeken említett szemek az égbolt csillagait jelképezik. Isten szeméhez hasonló ábrázolás a régi föníciai hamza-jelkép, egy tenyéren ábrázolt szem. Ezt a babonás muszlimok és a zsidók is használták talizmánként bajok elhárítására és szemmel rontás ellen. A muzulmánoknál a hamza Fatima kezeként vagy szemeként, a zsidóknál Miriam kezeként is ismert. 
A középkori és reneszánsz európai ikonográfiában a Szem (gyakran háromszögbe zárva) a keresztény Szentháromság általánosan elfogadott jelképe volt. A 17. századi ábrázolásokban gyakran felhőbe burkolva vagy napsugarakkal jelent meg.

## Előfordulása
Forgon leírásában "derengő hajnal" fölött Isten szeme van a Sebe család kékkel vágott címerének felső mezőjében. Ritkán előfordul Isten fülének az ábrázolása is. A Szepes vármegyei Vöröskolostor karthauzi konventjének 1484-es pecsétjén Isten keze látható. Isten szeme előfordul épületek homlokzati díszeként, szerepel az Amerikai Egyesült Államok nagypecsétjén és bankjegyein, valamint a volt észt koronán és az ukrán 500 hrivnyáson. 

## Az Egyesült Államokban
1782-ben a mindent látó szem az Amerikai Egyesült Államok nagypecsétjének részévé vált. Úgy tartják, először egy 1776-os bizottsági ülésen került szóba a használata. Akkor Pierre Eugene du Simitiere javasolta ezt.
A pecséten a Szem körül az Annuit Cœptis („rábólintott kezdeményezéseinkre”) és a Novus Ordo Seclorum („A korok új rendje”) feliratok olvashatók. A Szem egy befejezetlen, tizenhárom lépcsős piramis felső részén foglal helyet. A tizenhármas szám itt az eredeti tizenhárom amerikai gyarmatot jelképezi, a befejezetlenség pedig az ország további bővítését. A legalsó lépcsőn az 1776-os évszám látható római számokkal.
A Szem, mint amerikai jelkép, számos más amerikai logón megjelenik.

## A szabadkőművességben

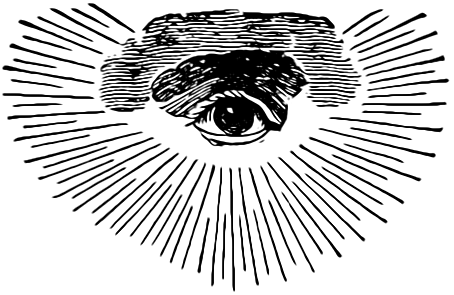
A mindent látó szem egy korai szabadkőműves ábrázolása, felhővel és félkörös glóriával

Manapság a mindent látó szemről sokaknak a szabadkőművesség jut eszébe. A Szem a szabadkőműves ikonográfiában először 1797-ben jelent meg, Thomas Smith Webb Szabadkőműves Figyelő című munkájában. Itt a szem azt jelképezi, hogy egy kőműves minden gondolatát és cselekedetét nyomon követi az Úr (akire a szabadkőművesek az Univerzum Nagy Építőjeként hivatkoznak). Tipikus a szabadkőműves ábrázolásokban, hogy a glória csak félkörívben szerepel a szem alatt. Néha háromszög is szerepel az ábrázolásokon.
Az összeesküvés-elméletek rajongói között a befejezetlen piramis az Egyesült Államok pecsétjén a szabadkőművesség szerepét jelképezi az Egyesült Államok megalapításában. Ez bukkant fel a 2004-es A nemzet aranya című filmben is. Az első szabadkőműves ábrázolás 14 évvel a pecsét elkészülte után jelent meg, és nem mindig tartalmazza a piramist, még ha a háromszög, ami időnként felbukkan náluk, hasonlít is egy piramisra. A pecsét három alkotója közül csak Benjamin Franklinről mondható el, hogy szabadkőműves volt.

## A Szem használata más helyeken

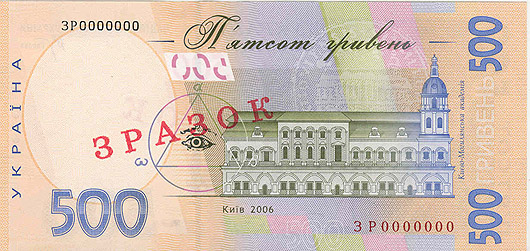
Az ukrán 500 hrivnyás

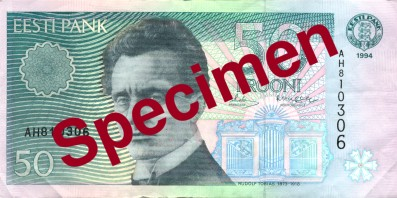
Az észt 50 koronás

- Emberi és polgári jogok nyilatkozata
- A Gyűrűk urában Szauron azt állítja, van egy mindent látó szeme. A filmben magát Szauront is egy szem jelképezi.

### Bankjegyeken
- Az észt 50 koronáson
- Az ukrán 500 hrivnyáson
- Az amerikai 1 dollároson

## Galéria

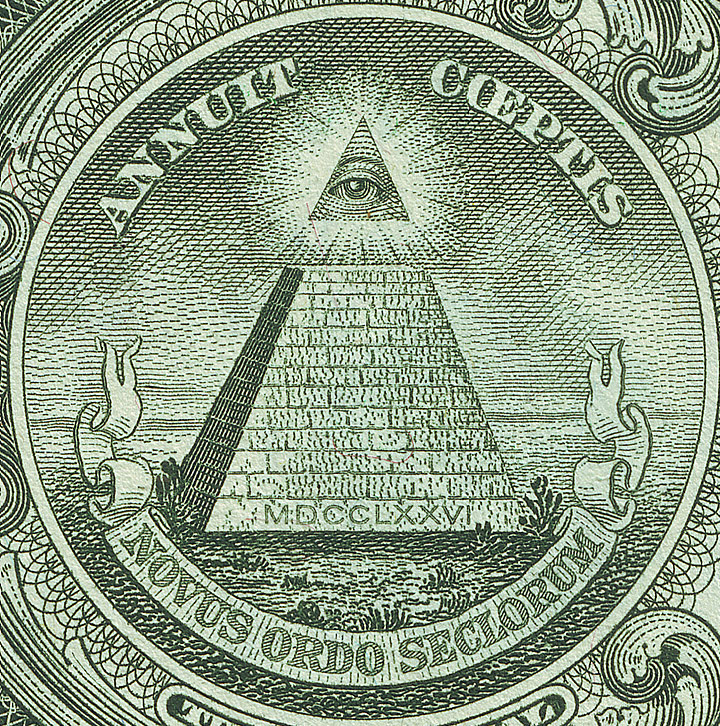
A mindent látó szem, ahogy az Amerikai Egyesült Államok nagypecsétjén látható. Ez a változat itt az egydolláros bankjegy hátulján található
Hórusz szeme, az ún. Udzsat-szem, amely az erő ó-egyiptomi jelképe
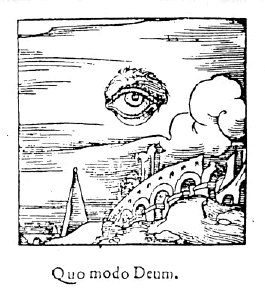
Egy alkimista fametszet, amin Isten mindent látó szeme az égen lebeg
Egy keresztény változata a mindent látó szemnek, amelyben a háromszög a szentháromságot jelképezi
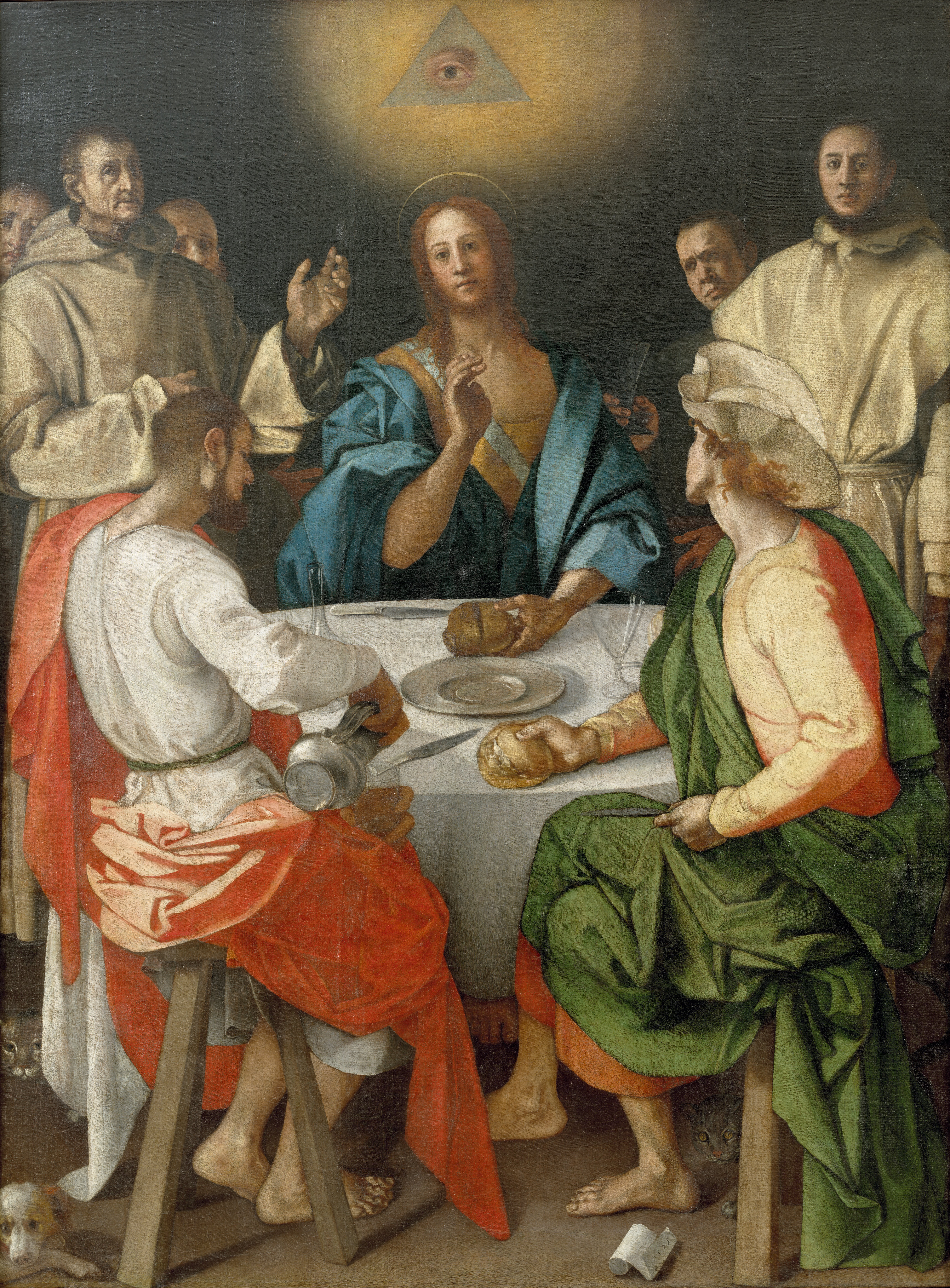
Egy 1525-ös Jacopo Pontormo-festmény a mindent látó szemmel és a háromszöggel, a Szentháromság jelképével
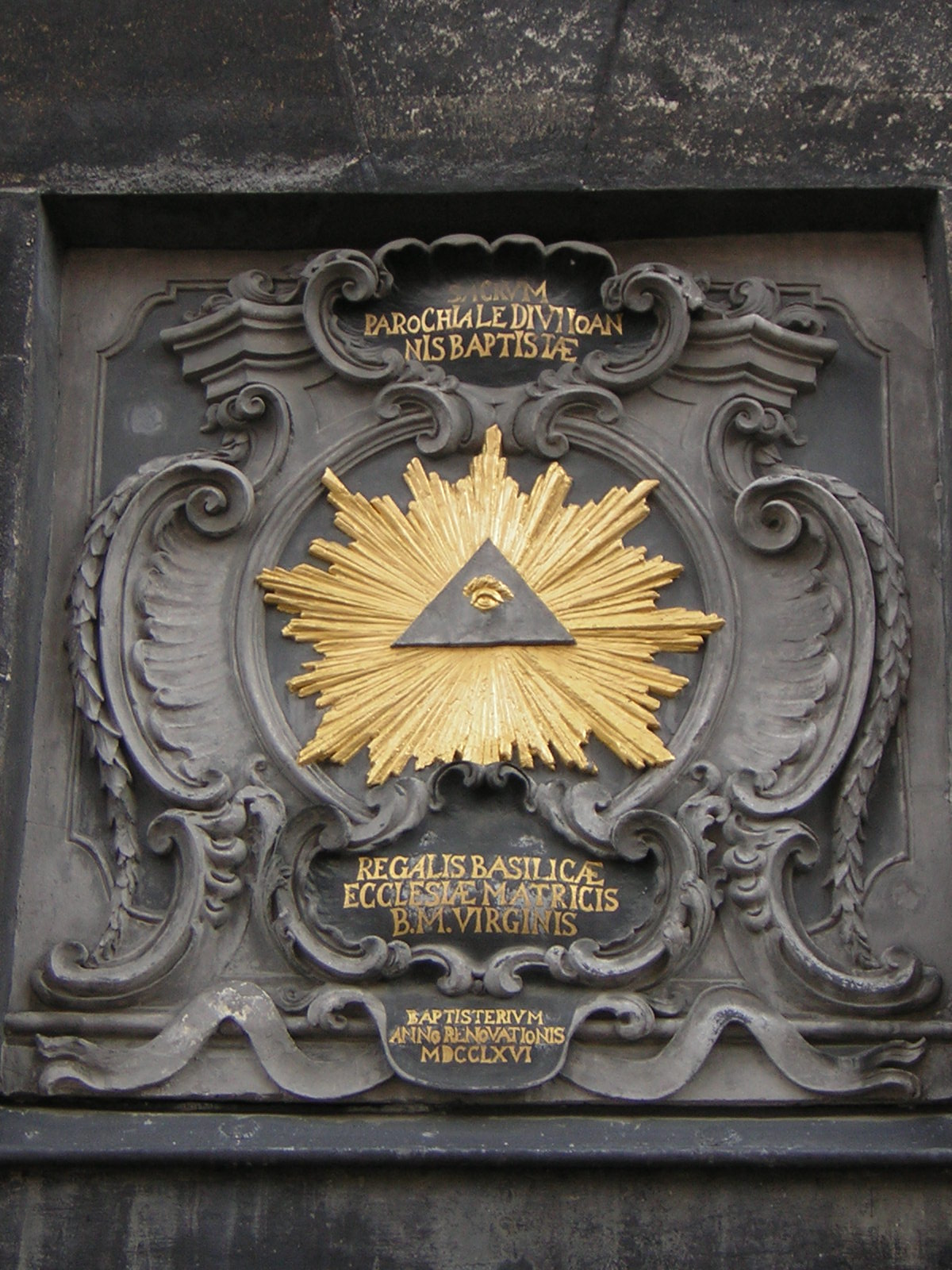
Egy mindent látó szem, amint megjelenik az Aacheni dóm tornyán
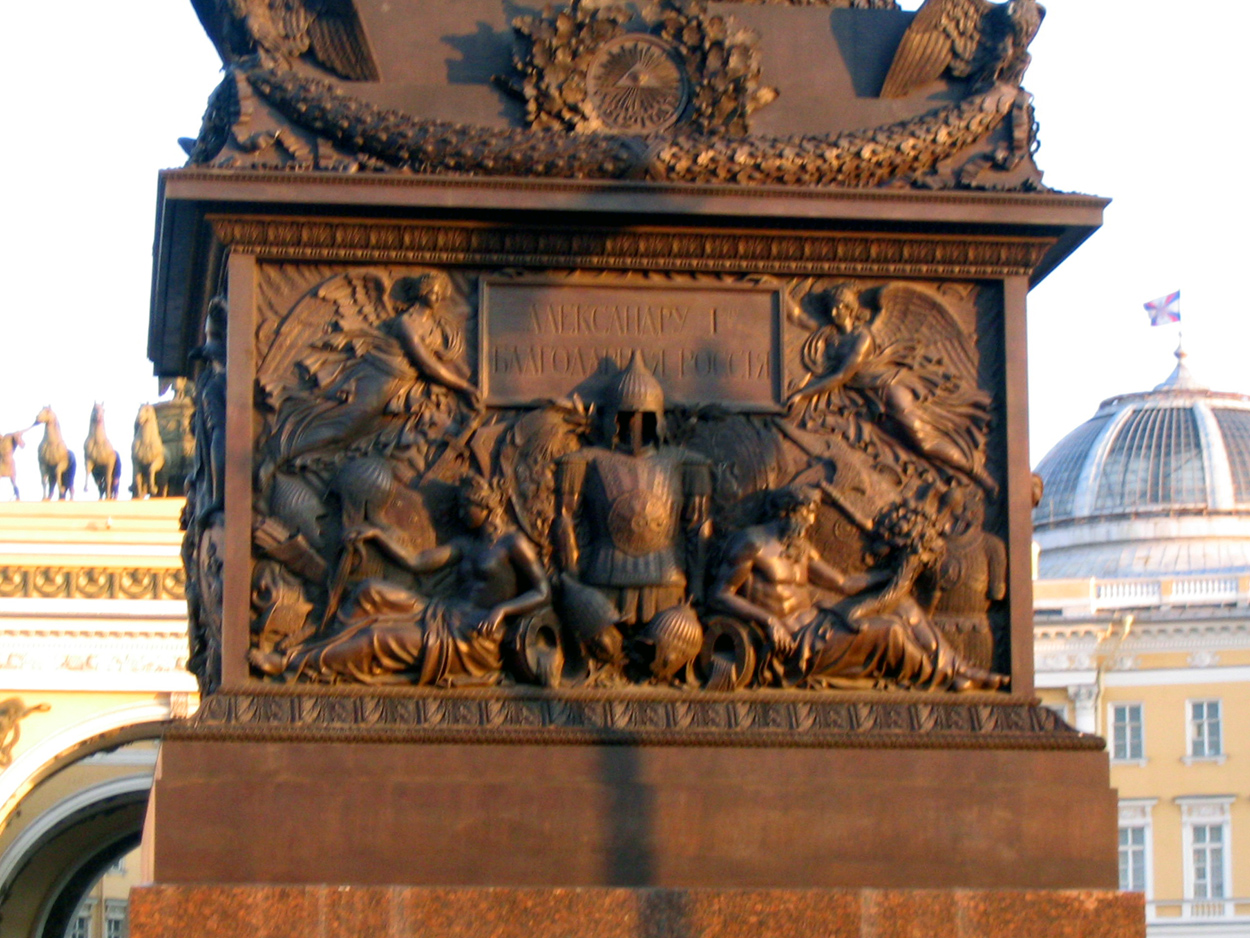
Egy mindent látó szem megjelenési formája a szentpétervári Sándor oszlop talpazatán
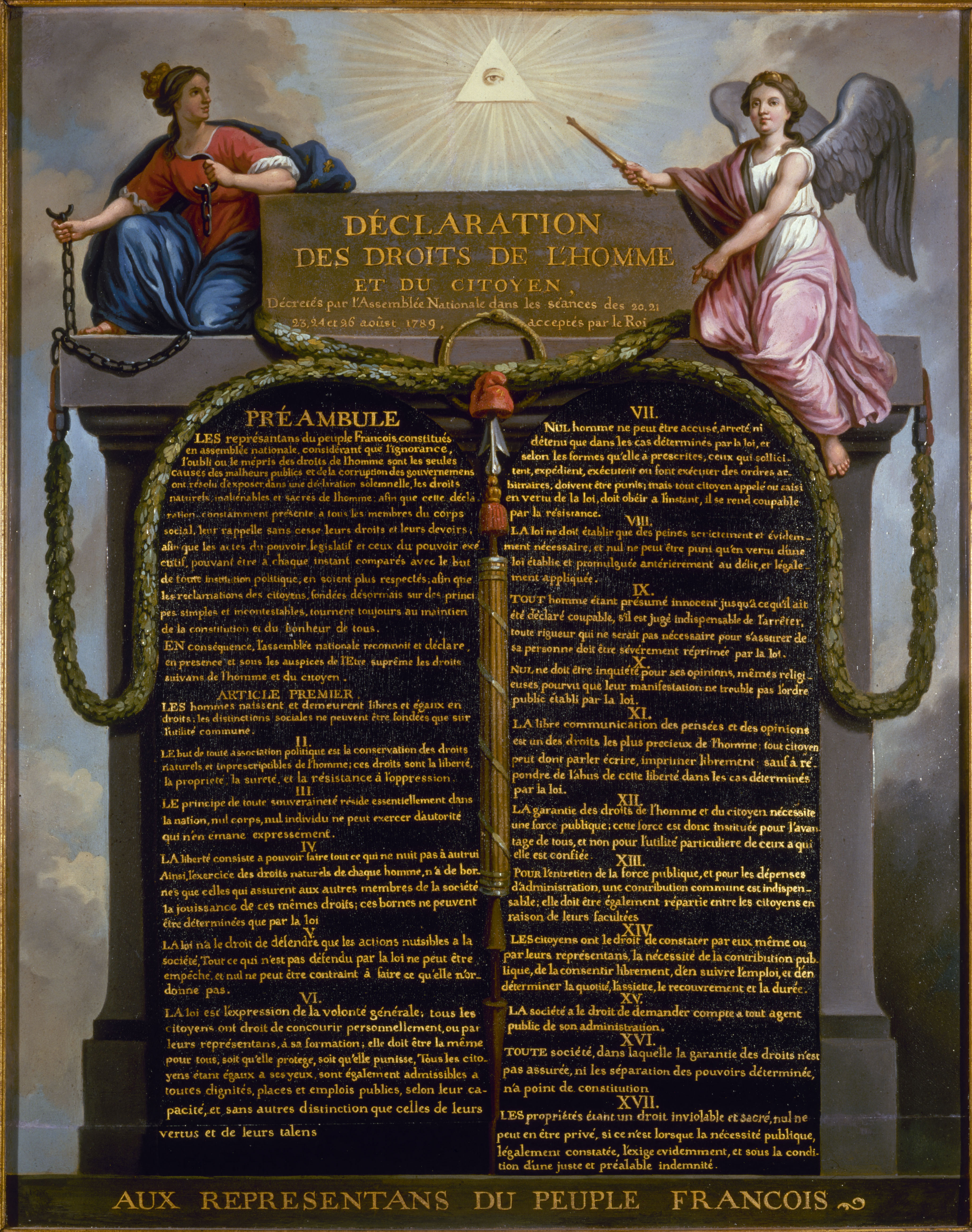
A mindent látó szem az Emberi és polgári jogok nyilatkozatának tetején
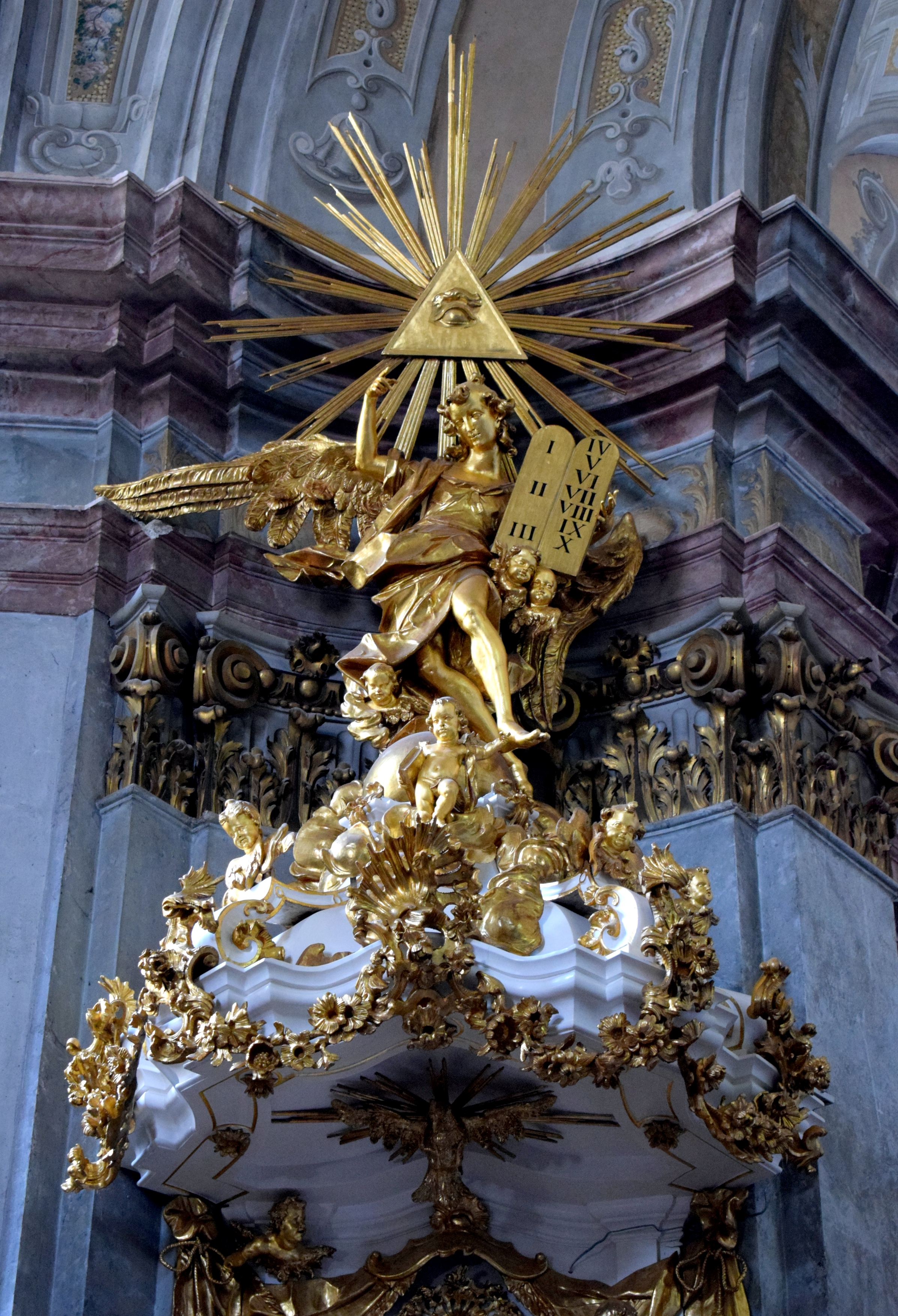
A székesfehérvári ciszterci templom szószéke fölötti Isten szeme
A J. R. R. Tolkien műveiben létező Mordor címere Sauron szemével a középpontban